# Коледна елха
 Тази статия е за украсеното дърво.  За вида червеи вижте Коледна елха (червей).  
Коледната елха е украсена ела (или друго вечнозелено иглолистно дърво) за празника Рождество Христово (коледна елха), разпространена и за празника Нова година (новогодишна елха). Тя е сред най-разпространените коледни традиции. По подобен начин се използват и други видове растителност, като палми и новозелендско коледно дърво, а освен това съществуват и практики за употреба на изкуствени (например от метал и пластмаса) дървета и на построения, наподобяващи дървета (например т.нар. елха от книги). Освен за украса и символ на празничното настроение и причините за него, дръвчето служи и за обозначаване на мястото, където ще се поставят коледните и новогодишни подаръци. В класическия си вариант, коледната/новогодишната елха е иглолистно дърво – най-често от рода ела, откъдето идва наименованието.
Преди Коледа дървото се отсича (или се набавя, засадено в саксия), внася се в дома и се украсява с разноцветни светлини (лампи, свещи), орнаменти (украшения) и лакомства. Последното първоначално е било най-честият начин за украсяване, а сред първите популяризирали обичая - прикрепянето на горящи свещи към клоните (като символ на Божията благодат), предполагаемо измислено от религиозния реформатор Мартин Лутер). Понякога се украсяват големи улични дървета на стратегически места, без да бъдат отсичани. Вечнозелените дръвчета символизират вечен живот. Те са сред най-значителните части от празничния обред. Постепенно украсите на елхата стават по-богати; коледните дръвчета се обкичват с гирлянди, множество светлини и коледни играчки. Обикновено на върха на коледната елха стои изображение на звезда, символизиращо пътеводната Витлеемска звезда, сочила пътя на Тримата влъхви при раждането на Иисус Христос. Популярна украса за елхите са и ангелчетата (на върха може да бъде Архангел Гавраил - във връзка с Благовещението), топките в най-разнообразни цветове, захарните пръчки (например от лакриц) и понякога - свещички. Най-използваните и типични коледни цветове са червеният и златисто-жълтият.

## Обичаят на коледната елха по света
- За първи път елхата става коледно дръвче (в съвременния смисъл на думата, т.е. внасяно и известно време задържано в дома, специално за коледните и новогодишни празници, по които - използвано в цялост и окичвано и обграждано с различни символи и дарове).[ неясно? ] в Германия, където дълго време е битувало убеждението, че в нея живее горски дух-закрилник. По-късно вечнозеленият цвят на клоните ѝ вече символизира вечна вяра в Христос. Самото коледно се превръща в обичаен атрибут на коледните и новогодишните празници, в резултат на модифицирането на 2 местни обичая - украсяването на т.нар. райско дърво за Празника на Адам и Ева (отначало с ябълки, по-късно със сладкиши и нафора) и поставянето в домовете по празниците на триъгълна конструкция от дърво, известна като "коледна пирамида" (с рафтове, на които са поставяни разни украшения и в чиято украса присъстват свещи и звезда).[1]
- В Швеция установената през 19.век традиция е елхата да се украсява от родителите, така че да е изненада за децата.[2]
- В България обичаят да се украсява елха идва от Русия. По време на Руско-турската освободителна война, руснаците уреждат коледни дръвчета в завзетите от тях по-големи градове на страната.
- Известно време отричана и забранявана в СССР - приблизително в периода (1920-1936 г.) - коледната традиция, свързана с елхата, е възродена там, под формата на новогодишни тържества (и изобщо Нова година, като празник, измества и дори заменя Рождество Христово, чак до 90-те години на XX век).
- Въпреки, че повечето японци са шинтоисти (донякъде и поради характерния за тях анимизъм), коледното дръвче е популярно в Япония.
- В Китай има мода да се ходи на църква по Коледа (иначе процентът на християните сред населението на страната е нисък).[3]